# Jagjaguwar
Jagjaguwar is een Amerikaans onafhankelijk platenlabel. Het label is gespecialiseerd in alternatieve rock en indie. Diverse artiesten zijn bij het label aangesloten waaronder Bon Iver, Dinosaur Jr. en Sharon Van Etten. Diffuser.fm rekent Jagjaguwar tot de 40 grootste indie platenlabels. Paste plaatste Jagjaguwar op nummer 4 in hun lijst van de 10 beste platenlabels van 2018.
Op 8 augustus 2019 publiceerde het label een nog niet eerder verschenen gedicht van singer-songwriter David Berman (Silver Jews), die de dag daarvoor op 52-jarige leeftijd was overleden. Het gedicht was geschreven in 2016 voor het 20-jarig jubileum van Jagjaguwar en beschrijft de geschiedenis van het label. Berman en Jagjaguwar's oprichter Darius Van Arman leerden elkaar kennen en werden vrienden toen ze in het midden van de jaren 90 in Charlottesville woonden.